# Bourguenolles
 Bourguenolles  es una población y comuna francesa, en la región de Baja Normandía, departamento de Mancha, en el distrito de Saint-Lô y cantón de Villedieu-les-Poêles.

## Demografía
| 311 | 324 | 355 | 322 | 256 | 225 | 206 | 250 | 244 |
| Para los censos de 1962 a 1999 la población legal corresponde a la población sin duplicidades (Fuente: INSEE [Consultar]) |     |     |     |     |     |     |     |     |